# Château du Plessis (Argentré-du-Plessis)
Le château du Plessis est situé sur la commune d'Argentré-du-Plessis, dans le département d'Ille-et-Vilaine.

## Historique
Le 31 juillet 1791, les gardes nationales de Bais et de Vitré fouillèrent le presbytère d'Étrelles, puis visitèrent le château du Plessis, y commettant de gros dégâts. 
Le monument fait l’objet d’une inscription au titre des monuments historiques depuis le 30 octobre 2000.